# Dadi Xunchi
Dadi Xunchi war eine Automarke aus der Volksrepublik China.

## Markengeschichte
Chengdu Xin Dadi Motor bzw. Chengdu New Dadi Automobile Corporation aus Chengdu war der Hersteller. Diese Marke wurde ab 2007 nach der Aufgabe von Dadi Chengdu verwendet. Hergestellt wurden Automobile. Nach 2008 verliert sich die Spur.

## Fahrzeuge
Das SUV RX 6478 erschien im Juli oder August 2007. Es hatte einen Motor mit 2351 cm³ Hubraum und 125 PS Leistung.
2008 kamen zwei Pick-ups dazu: RX 1035 und RX 1037. Sie waren wahlweise mit Zweirad- und Allradantrieb, mit Platz für zwei und fünf Personen sowie mit Otto- und Dieselmotoren erhältlich. Genannt werden Motoren mit 2200 cm³ Hubraum und 103 PS sowie mit 2800 cm³ Hubraum und 76 PS Leistung.